# Viry-Châtillon Essonne Hockey
Les Jets de Viry-Essonne sont un club français de hockey sur glace fondé en 1951 et disparu en 2011.
Le club est né du déménagement de l'US Metro Section Hockey, qui partageait jusqu'alors la patinoire fédérale de Boulogne-Billancourt avec d'autres associations, vers un édifice construit spécialement pour lui à Viry-Châtillon.
L'équipe senior fut vice-championne de France dès sa première saison à Viry, en 1971-1972, mais ne connut plus jamais de résultat similaire.
Lors de 2011 le club cesse ses activités sous le coup d'une liquidation judiciaire. Un autre club (Viry Hockey 91) est créé répondant au même surnom « les Jets », débutant en D3 à l'orée de la saison 2011-2012.

## Historique

### Les premiers temps en ligue élite
L'équipe fait ses débuts dans la ligue élite en 1971. Premiers de leur poule à l'issue de la saison régulière, les joueurs de Viry vont finit à la seconde place de la phase finale. Par la suite, l'équipe va descendre en seconde division puis remonter en 1975 grâce à sa première place. En 1976-1977, Paul Lang défenseur de l'équipe est élu meilleur défenseur de la saison alors que l'équipe finit à la sixième place du classement. L'équipe comprend alors de jeunes joueurs talentueux tels que : Éric Ducret, Franck Fazilleau, Laurent Dentz, Jean-Michel Benac, Alain Grassonne ou encore Aram Kevorkian et Bernard Noreau. Malgré tout, le club connaît des difficultés et en 1979-1980, l'équipe est obligée de jouer la phase de relégation en raison d'une huitième place au classement. Les joueurs vont se sauver et la saison suivante, Aram Kevorkian qui peut enfin jouer la saison complète avec l'équipe, est désigné meilleur joueur espoir de la ligue. Avec 18 points lors de la seconde phase, il reçoit alors le tout nouveau trophée Jean-Pierre-Graff. Alors que l'équipe II de la ville remporte le titre de seconde division, un nouveau jeune joueur de Viry est sacré meilleur espoir de France en 1982-1983 : Laurent Lecomte.
Lors de la saison suivante, l'équipe possède donc deux équipes dans les plus hautes divisions française : une équipe en Nationale A et une autre en Nationale B. L'équipe de Nationale A va finir à la septième place de la saison et celle de Nationale B parvient à garder sa place pour la saison suivante. Finalement, l'équipe II ne restera plus longtemps en Nationale B : avec une dernière place en 1984-1985, l'équipe déclare forfait pour la poule de maintien et est reléguée en Nationale C.

### Les difficultés financières
Dans le même temps, l'équipe une connaît des difficultés, le club n'ayant pas les moyens financiers pour suivre les grandes cylindrées de la Nationale A. Le président du club Patrice Pourtanel ne peut alors rien faire pour empêcher son équipe de finir à la dixième place de la première phase de la saison. L'équipe se sauve par la suite avec une huitième place finale. La saison suivante, Guy Fournier est sacré meilleur pointeur de l'année avec 88 points et il réitère sa performance en 1986-1987 avec 110 points. L'équipe compte également le second meilleur pointeur de la saison en la personne de Alain Rioux et pourtant, elle connaît une série de dix matchs sans victoires (les dix derniers) et est reléguée en Nationale 1B pour la saison 1987-1988.
Premiers de la saison, l'équipe de Viry ne peut pas assumer financièrement une remontée en ligue élite et laisse sa place à son dauphin de la saison : les Girondins de Bordeaux. L'équipe parvient à retourner dans la nouvelle ligue élite, la Ligue Nationale en 1991-1992. Sacrée équipe la plus fair-play de la saison, Viry remporte le trophée Marcel-Claret et joue la seconde phase malgré une septième place au classement général : l'équipe prend la place des Sangliers Arvernes de Clermont mais finit tout de même à la dernière place de cette seconde phase. L'équipe remporte ce même trophée en 1997-1998 après des saisons dans le milieu du tableau. Lors de la saison suivante, Yven Sadoun jeune joueur de l'équipe est mis en avant en recevant le trophée Graffe alors que le club va éviter deux saisons de suite la relégation en raison de problèmes financiers d'autres clubs. Mais en 2000, la situation du club de Viry devient inextricable et le club dépose le bilan à la fin de la saison 2000-2001. Le club est alors relégué en division 3 et doit tout reprendre depuis zéro.

### La nouvelle équipe (2001)
La nouvelle équipe de Viry commence ses activités en division 3 en s'associant avec la municipalité de Yerres. Après une bonne première phase, l'équipe finit à la troisième place de la seconde phase mais peut tout de même accéder à la seconde division à quelques jours de la reprise du championnat. Cette annonce tardive de la présence de l'équipe en seconde division gâche un peu les chances de Viry : de nombreux juniors ayant préférés s'exiler que jouer en troisième division. C'est alors les débuts dans l'équipe de jeunes joueurs comme Romain Danton, Kévin Ledoux ou encore Mickaël Marouillat. Ils jouent aux côtés de joueurs plus âgés dont certains ayant connu la ligue élite comme Sébastien Roujon ou encore Bertrand Danton, frère aîné de Romain. L'équipe bénéficie d'une arrivée de qualité pour la saison suivante en la personne de Francis Larivée choisi en tant que 50e choix du repêchage de 1996 de la Ligue nationale de hockey par les Maple Leafs de Toronto,. En 2004-2005, Sébastien Roujon prend officiellement la place d'entraîneur de l'équipe qui se voit renforcée par l'arrivée des cadets du club, double-champions de France. L'équipe finit à la seconde place de la saison et rencontre Annecy dans une série de deux matchs de barrage. Les Jets vont remporter le premier match 4 à 2 et perdre le second 3 à 2 dans un match tendu. L'équipe remporte tout de même le droit de monter en première division pour la saison suivante.
Malheureusement pour l'équipe, l'avenir ne s'annonce pas de tout repos, la patinoire de la ville ayant brûlé en mai 2005. L'équipe doit donc jouer tous ses matchs à l'extérieur sans parler des entraînements qui sont alors réalisés un peu partout en Île-de-France. L'équipe va alors jouer ses matchs dans les villes de : Fontenay-sous-Bois, Courbevoie, Boulogne-Billancourt, Colombes, Mantes-la-Jolie, Neuilly-sur-Marne et enfin Asnières-sur-Seine, connaissant sept patinoires en autant de matchs. Dans ces conditions peu habituelles, les Jets vont remporter un seul match et réaliser un match nul pour quatorze défaites. Au cours de la phase de relégation, les joueurs vont encore une fois visiter l'Île-de-France mais ils parviennent cette fois à accrocher plus d'équipes finissant à la cinquième place avec six victoires.
La fin de saison est malgré tout gâchée par une annonce d'un retard de construction pour la nouvelle patinoire mais également l'annonce de la réduction de la subvention du conseil municipal. Les dirigeants se mobilisent pour tenter de sauver la situation mais l'équipe est malgré tout officiellement reléguée à l'issue de la saison 2006-2007.
Finalement, l'équipe ne descend pas en division inférieure en raison de problèmes financiers des équipes de Belfort, Limoges et Dunkerque. Les Jets sont repêchés pour jouer la saison 2007-2008 en première division et le club réintègre enfin son enceinte historique, largement rénovée, la patinoire des Lacs de l'Essonne, en octobre 2007, soit après deux saisons entières en D1 disputées sans enceinte propre.
Après avoir pu se maintenir au classement, le club est menacé de relégation pour cause de situation financière précaire. Pendant l'intersaison l’entraîneur Sebastien Roujon quitte le club après 16 ans passés dans celui-ci, fatigué de se battre avec les ennuis que rencontre le club, et accepte un poste à la Fédération Française de Hockey sur Glace. Finalement après avoir convaincu la Mairie de Viry-Châtillon de les aider, ainsi que d'autres partenaires, les Jets font appel et retrouvent leur place en D1 pour la saison 2008/09.

## Organisation du club
Le club étant une petite structure, plusieurs joueurs de l'équipe senior assument un rôle d'encadrement au sein des équipes plus jeunes. C'est notamment le cas du gardien de but de l'équipe une Francis Larivée entraîneur des gardiens, des minimes et des moustiques, de Kévin Ledoux, entraîneur des Benjamins, ….

## Résultats de l'équipe

### Palmarès
- Champion de France de 2e division : 1974-1975, 1987-1988, 1990-1991
- Champion de France de 3e division : 1982-1983[27]

### Saison par saison
Nota : PJ : parties jouées, Pts : points, V : victoires, N : matchs nuls, D : défaites, BP : buts pour et BC : buts contre.

#### Première époque
| Année     | Division     | Première phase | Première phase | Première phase | Première phase | Première phase | Première phase | Première phase | Première phase    | Seconde phase              | Seconde phase              | Seconde phase              | Seconde phase              | Seconde phase              | Seconde phase              | Seconde phase              | Seconde phase                     |
| Année     | Division     | PJ             | Pts            | V              | N              | D              | BP             | BC             | Classement        | PJ                         | Pts                        | V                          | N                          | D                          | BP                         | BC                         | Classement                        |
| --------- | ------------ | -------------- | -------------- | -------------- | -------------- | -------------- | -------------- | -------------- | ----------------- | -------------------------- | -------------------------- | -------------------------- | -------------------------- | -------------------------- | -------------------------- | -------------------------- | --------------------------------- |
| 1971-1972 | 1re série    | 6              | 12             | 6              | 0              | 0              | 63             | 14             | 1re place         | 5                          | 4                          | 2                          | 0                          | 3                          | 21                         | 22                         | 2e place                          |
| 1972-1973 | 1re série    |                |                |                |                |                |                |                |                   |                            |                            |                            |                            |                            |                            |                            |                                   |
| 1973-1974 |              |                |                |                |                |                |                |                |                   |                            |                            |                            |                            |                            |                            |                            |                                   |
| 1974-1975 | Nationale B  |                |                |                |                |                |                |                |                   |                            |                            |                            |                            |                            |                            |                            | 1re place · Montée en Nationale A |
| 1975-1976 | Nationale A  |                |                |                |                |                |                |                |                   |                            |                            |                            |                            |                            |                            |                            |                                   |
| 1976-1977 | Nationale A  | 18             | 18             | 9              | 0              | 9              |                |                | 6e place          |                            |                            |                            |                            |                            |                            |                            |                                   |
| 1977-1978 | Nationale A  | 18             | 16             | 8              | 0              | 10             | 81             | 101            | 6e place          |                            |                            |                            |                            |                            |                            |                            |                                   |
| 1978-1979 | Nationale A  | 18             | 21             | 9              | 3              | 6              | 116            | 83             | 4e place          | 10                         | 39                         | 4                          | 1                          | 5                          | 45                         | 53                         | 4e place                          |
| 1979-1980 | Nationale A  | 18             | 13             | 6              | 1              | 11             | 87             | 113            | 8e place          | 10                         | 14                         | 5                          | 2                          | 3                          | 51                         | 51                         | 2e place                          |
| 1980-1981 | Nationale A  | 18             | 19             | 8              | 3              | 7              | 86             | 76             | 5e place          | 10                         | 41                         | 5                          | 1                          | 4                          | 37                         | 36                         | 4e place                          |
| 1981-1982 | Nationale A  | 18             | 14             | 6              | 2              | 10             | 74             | 79             | 7e place          | 10                         | 20                         | 8                          | 4                          | 20                         | 131                        | 188                        | 8e place                          |
| 1982-1983 | Nationale A  | 22             | 21             | 9              | 3              | 10             | 107            | 111            | 8e place          | 14                         | 20                         | 10                         | 0                          | 4                          | 105                        | 82                         | 4e place                          |
| 1983-1984 | Nationale A  | 22             | 24             | 11             | 2              | 9              | 127            | 112            | 6e place          | 14                         | 3                          | 1                          | 1                          | 12                         | 168                        | 218                        | 7e place                          |
| 1984-1985 | Nationale A  | 22             | 12             | 4              | 4              | 14             | 102            | 123            | 10e place         | 10                         | 13                         | 6                          | 1                          | 3                          | 50                         | 29                         | 8e place                          |
| 1985-1986 | Nationale 1A |                |                |                |                |                |                |                | Poule de maintien |                            |                            |                            |                            |                            |                            |                            |                                   |
| 1986-1987 | Nationale 1A | 36             | 20             | 9              | 2              | 25             | 183            | 303            | 10e place         | Relégation en Nationale 1B | Relégation en Nationale 1B | Relégation en Nationale 1B | Relégation en Nationale 1B | Relégation en Nationale 1B | Relégation en Nationale 1B | Relégation en Nationale 1B | Relégation en Nationale 1B        |
| 1987-1988 | Nationale 1B | 18             | 30             | 15             | 0              | 3              | 152            | 92             | 2e place          | 10                         | 18                         | 9                          | 0                          | 1                          | 80                         | 48                         | 1re place                         |
| 1988-1989 | Nationale 1B | 18             | 26             | 11             | 4              | 3              | 125            | 92             | 2e place          | 10                         | 8                          | 4                          | 0                          | 6                          | 60                         | 60                         | 4e place                          |
| 1989-1990 | Nationale 1B | 18             | 26             | 13             | 0              | 5              | 116            | 87             | 2e place          | 10                         | 12                         | 6                          | 0                          | 4                          | 58                         | 47                         | 3e place                          |

#### Seconde époque
Cette seconde époque correspond aux saisons sans seconde phase de type championnat mais avec une seconde phase de playoffs.

## Les joueurs

### Anciens joueurs

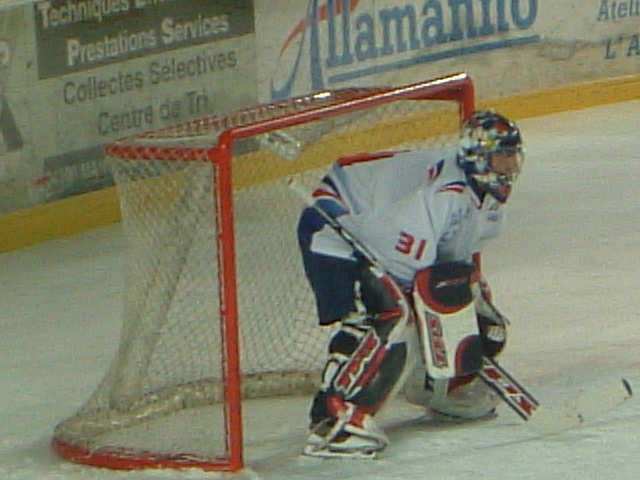
Patrick Rolland (1988-1990)
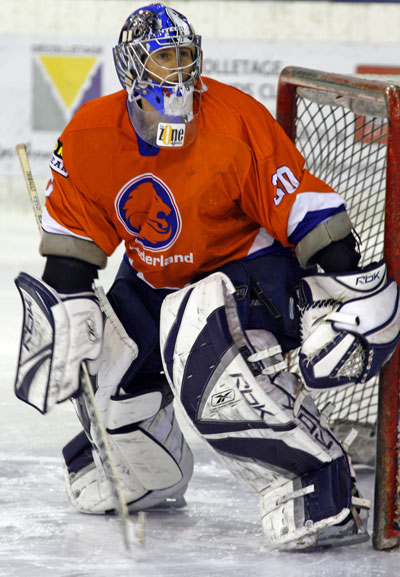
Phil Groeneveld (1996-1998)

### Joueurs récompensés
Trophée Charles-Ramsay
Le trophée Charles-Ramsay récompense chaque année le meilleur pointeur de la saison de ligue élite. Guy Fournier a remporté ce trophée à quatre reprises dans sa carrière dont deux fois sous le maillot de Viry.
- Guy Fournier – 1985-1986 (88 points) et 1986-1987 (110 points). Les 110 points obtenus lors de la saison 1986-1987 sont le plus haut total de points atteint par un joueur depuis que le trophée est remis.

Trophée Jean-Pierre-Graff
Le trophée Jean-Pierre-Graff récompense le meilleur espoir de la saison en ligue élite. Il est décerné pour la première fois à l'issue de la saison 1980-19881 et c'est alors un joueur de Viry qui remporte le trophée, Aram Kevorkian.
- 1980-1981 – Aram Kevorkian
- 1982-1983 – Laurent Lecomte
- 1988-1989 – Yven Sadoun